# جيف روبنسون (لاعب كرة قاعدة أمريكي)
جيف روبنسون (بالإنجليزية: Jeff Robinson)‏ هو لاعب كرة قاعدة أمريكي، ولد في 14 ديسمبر 1961 في فينتورا في الولايات المتحدة، وتوفي في 26 أكتوبر 2014 في أوفرلاند بارك في الولايات المتحدة.

## وصلات خارجية
- جيف روبنسون (لاعب كرة قاعدة أمريكي) على موقع دوري كرة القاعدة الرئيسي (الإنجليزية)
- جيف روبنسون (لاعب كرة قاعدة أمريكي) على موقعبيزبول رفرنس.كوم (الدوري الرئيسي) (الإنجليزية)
- جيف روبنسون (لاعب كرة قاعدة أمريكي) على موقعبيزبول رفرنس.كوم (الدوري الثانوي) (الإنجليزية)
- جيف روبنسون (لاعب كرة قاعدة أمريكي) على موقع إي إس بي إن.كوم (أم.أل.بي) (الإنجليزية)
- جيف روبنسون (لاعب كرة قاعدة أمريكي) على موقع مشجعي الرسوم البيانية (الإنجليزية)